# 旱生南星
旱生南星（学名：Arisaema aridum）为天南星科天南星属的植物，是中国的特有植物。分布于中国的云南、四川等地，生长于海拔2,250米至2,500米的地区，常生长在干旱河谷灌丛和石灰岩缝中。